# 日野剛志
日野 剛志（ひの たけし、1990年1月20日 - ）は、ジャパンラグビーリーグワン静岡ブルーレヴズに所属するラグビー選手。

## プロフィール
- 福岡県福岡市出身。
- ポジションはフッカー(HO)。
- 身長 172 cm、体重 100 kg
- ニックネームはひのちゃん、たけし、ヒノタケ。
- 日本代表キャップは5。（2022年6月現在）

## 略歴
ラグビーは4歳から始めた。
2008年、筑紫高校卒業後、同志社大学に入る。
2012年、同志社大学卒業後、ヤマハ発動機ジュビロ(現・静岡ブルーレヴズ)に加入。同年9月1日に行われたジャパンラグビートップリーグ第1節のトヨタ自動車ヴェルブリッツ戦に先発出場で公式戦初出場を果たす。
2016年11月19日に行われたリポビタンDツアー2016ウェールズ戦にて途中出場で日本代表初キャップを獲得し、同年12月にはスーパーラグビーサンウルブズの2017年スコッドに入った。
2019年、トゥールーズに加入。
2022年、日本ラグビーフットボール選手会の会長に就任。

## 受賞歴
- 2016-17 ベストフィフティーン